# روح بشر
روح بشر کتابی از ناصرالدین صاحب‌الزمانی است که در سال ۱۳۳۹ منتشر و برندهٔ جایزه کتاب سال سلطنتی شد.